# August Matthias Hagen
Pour les articles homonymes, voir Hagen et August Hagen.
August Matthias Hagen est un graveur et peintre né le 23 février 1794 sur le territoire de l'ancien Empire russe et de l'actuelle Lettonie et mort le 2 décembre 1878 à Dorpat (aujourd'hui Tartu, en Estonie).

## Biographie
August Matthias Hagen naît le 23 février (grég.) 12 février 1794 (jul.) sur le territoire de l'actuelle Lettonie.
Il devient l'élève du graveur Carl Adolf Senff (de), et part en 1821 à l'étranger où il se perfectionne à Munich et Passau, puis au Tyrol et en Suisse. En 1825, il devient professeur de dessin au lycée et à l'école de filles de Dorpat et, en 1838, il succède à son maître Senff comme professeur de dessin à l'université. Les 2 et 3 août 1837, l'Académie de Saint-Pétersbourg le nomme artiste indépendant. Son activité principale est dans le domaine des arts graphiques. Citons parmi ses travaux :
- Six vues du bâtiment de l'université de Dorpat, 1827-1828, aquatinte. qu. fol.
- Vue de Dorpat depuis la cathédrale. Observatoire de l'université de Dorpat, 1839. Dessiné sur la pierre par F. Stern, gravé par G. F. Schlater
- La maison d'éducation de Birkenruh près de Wenden, 1839 ; lith. par G. F. Schlater. qu. fol.
- La place du marché de Wenden ; dessinée sur la pierre d'après Hermann Eduard Hartmann (de) ; lith. par F. Schlater. qu. 8o
- Le Prahm à Segewold, 1841, lith. par F. Schlater. qu. fol.
- Vues pittoresques de Livonie, lith. par F. Schlater. qu. fol.
- Le long Hermann (tour du château de Reval) ; gravé sur bois par Schmidt dans l'atelier de v. Maydell.
- 17 feuilles d'études d'animaux. Atlas zur Tierveredlungskunde, édité par J. F. L. Schmalz, lith. v. Winckelmann & Söhne, Berlin, qu. fol.
- « Sachte Karo ! », Scène de chasse, lith. v. Schlater. qu. fol.
- Les ruines du château de Wenden (Bes. K. V. Riga ; également paru en gravure à l'aquatinte).
- Le lac Königssee à Berchtesgaden (Bes. v. Köhler, Dorpat).
- Chute d'eau près de Galling dans le Salzbourg (Bes. Prof. Walter).
- Certains paysages deviennent propriété impériale ; ils sont acquis par le poète Joukoffsky pour l'impératrice[3]. Un grand nombre d'études de paysages de Finlande et d'Estonie sont en possession de la société savante estonienne[3].

Il est le père du peintre Alexander Hagen.
August Matthias Hagen meurt le 2 décembre 1878 (grég.) ou le 20 novembre 1878 (jul.) à Tartu.